# На сопках Маньчжурии
На сопках Маньчжурии (первоначально, Мокшанскій полкъ на сопкахъ Маньчжуріи) — русский вальс начала XX века, посвящённый погибшим в Русско-японской войне воинам 214-го резервного Мокшанского пехотного полка. Автор — военный капельмейстер полка Илья Алексеевич Шатров.

## Предыстория

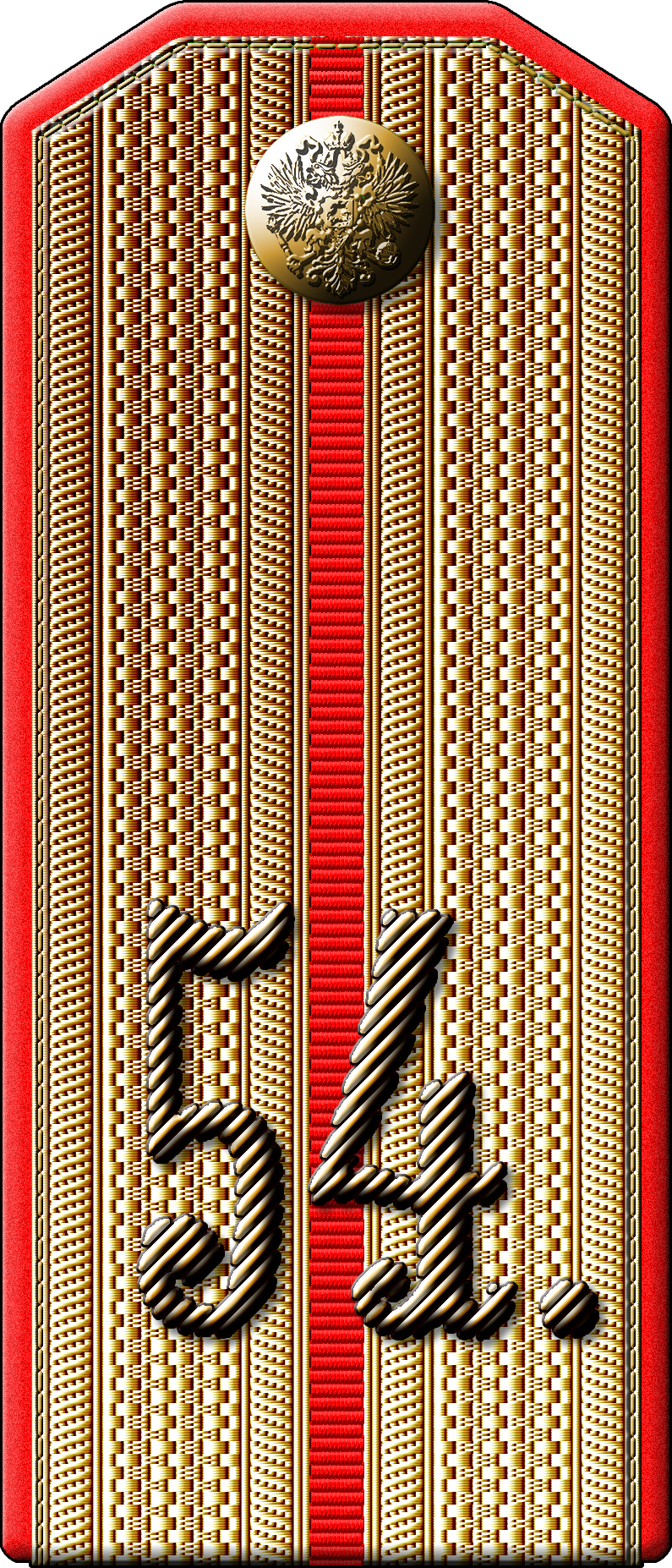
Погон капитана 214-го пехотного Мокшанского полка

В феврале 1905 года 214-й пехотный Мокшанский полк (развёрнутый в ходе войны из одноимённого пехотного резервного полка) в тяжелейших боях между Мукденом и Ляояном (см. Мукденское сражение) попал в японское окружение и постоянно подвергался атакам противника. В критический момент, когда уже заканчивались боеприпасы, командир полка, полковник Павел Петрович Побыванец отдал приказ: «Знамя и оркестр — вперёд!..». Капельмейстер Илья Шатров вывел оркестр на бруствер окопов, отдал приказ играть колонный марш и повёл оркестр вперёд за знаменем полка. Воодушевлённые солдаты ринулись в штыковую атаку. В ходе боя полк под музыку оркестра непрерывно атаковал японцев и, в конце концов, прорвал окружение. В бою погиб командир полка, от 4000 личного состава полка осталось 700 человек, из оркестра в живых осталось только 7 музыкантов. За этот подвиг все музыканты оркестра были награждены Георгиевскими крестами, Илья Шатров — офицерским орденом Святого Станислава 3-й степени с мечами (второе подобное награждение капельмейстеров), а оркестр удостоен почётных серебряных труб.

## История

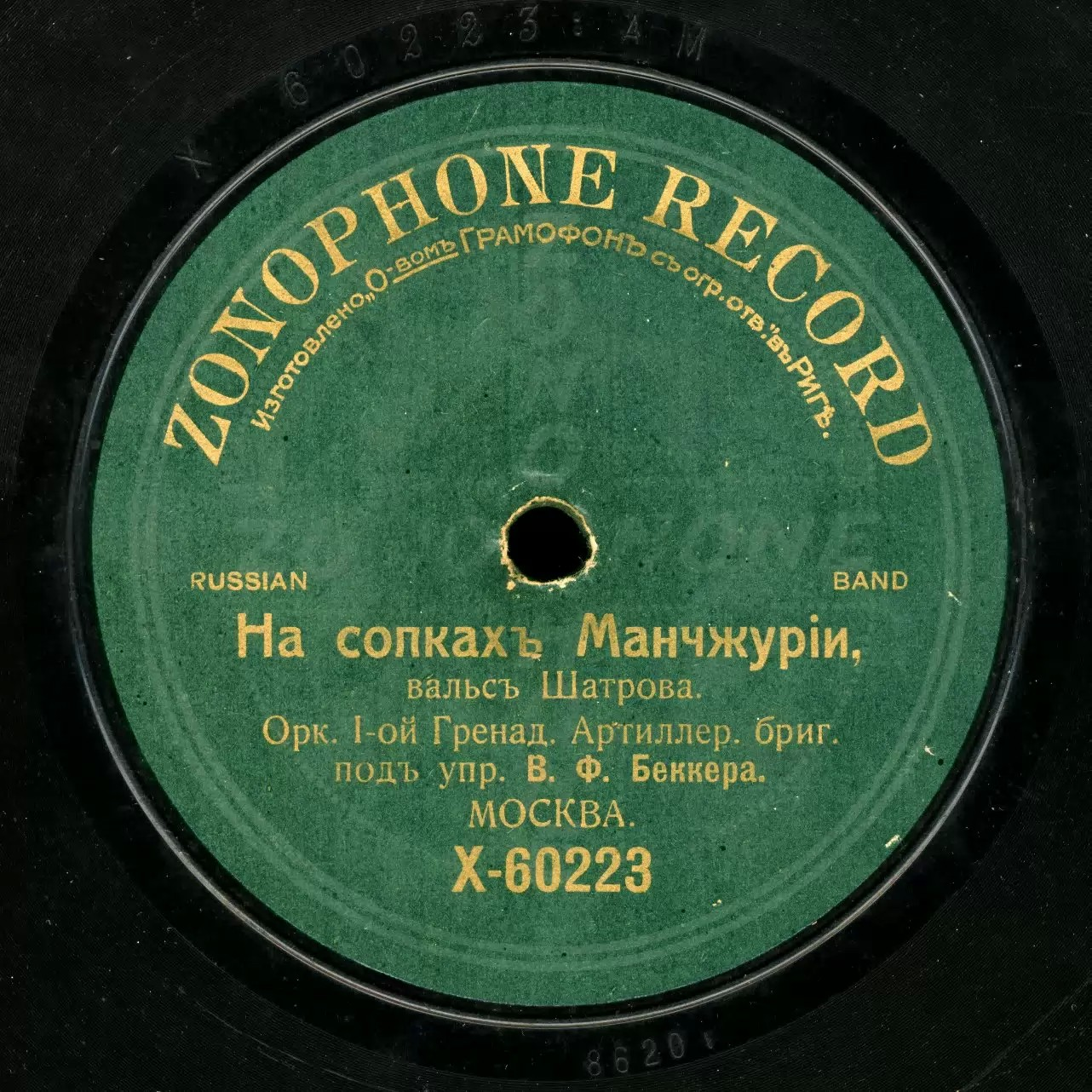
Диск Zonophone с записью песни 1909 года

После окончания русско-японской войны Мокшанский полк ещё целый год оставался в Маньчжурии, где Шатров, однажды попав по приказу нового командира полка на гауптвахту, начал писать вальс «Мокшанский полк на сопках Маньчжурии», посвящённый погибшим боевым товарищам.
В мае 1906 года Мокшанский полк вернулся к месту дислокации в Златоуст и был свёрнут обратно в пехотный резервный полк. Летом Илья Шатров создал первую версию вальса, которая называлась «Мокшанский полк на сопках Маньчжурии». Шатров посвятил вальс своим погибшим друзьям. С 18 сентября 1906 года Мокшанский полк был передислоцирован в Самару. Здесь Шатров познакомился и подружился с педагогом, композитором и нотоиздателем Оскаром Филипповичем Кнаубом, который оказал начинающему композитору серьёзную помощь в завершении работы над вальсом и его последующем издании. Летом 1907 года ноты вальса Ильи Шатрова «Мокшанский полк на сопках Маньчжурии» продавались в магазине дешёвых изданий Оскара Кнауба.
В Самаре же в Струковском саду 24 апреля 1908 года и состоялось первое исполнение вальса духовым оркестром. Поначалу публика довольно прохладно встретила этот вальс, однако впоследствии популярность вальса стала расти, а с 1910 года тиражи граммофонных пластинок с записью вальса стали превосходить тиражи других модных вальсов. Только за первые три года после написания этот вальс переиздавался 82 раза.
Первый вариант текста к вальсу, лёгший в основу последующих вариаций, написал самарский поэт и писатель Степан Петров (Скиталец).
В конце Второй мировой войны вальс «На сопках Маньчжурии» нередко исполнялся по радио и на концертах в связи с торжественными минутами, отмечавшими победы Красной Армии над японскими войсками в Маньчжурии.

## Исполнения в фильмах и упоминания в литературе
Вальс звучит:
- В фильме «Право на выстрел» (1981 год).
- В фильме «Ментовские войны — Эпилог»
- В фильме «Пропавшая экспедиция» в 1-й серии на 16-й минуте (реж. Вениамин Дорман, 1975 год).
- В фильме «Голова Горгоны» (1986 год).
- В фильме «Приказ: перейти границу».
- В фильме «Урга — территория любви» Никиты Михалкова музыканты играли вальс по нотам, наколотым на спине у героя Владимира Гостюхина.
- В телефильме «Место встречи изменить нельзя», в 1-й серии, когда оперативники ждут бандита на Чистопрудном бульваре.
- В фильме «Кавказский пленник» Сергея Бодрова.
- В телесериале «Диверсант».
- В телесериале Сергея Урсуляка «Исаев».
- В телесериале Рышарда Бера «Кукла» (анахронизм: действие телесериала разворачивается в 1870-х годах).
- Мелодия вальса использована в сценах бала в семействе Лариных в честь именин Ольги в фильме «Онегин» Марты Файнс (анахронизм, являющийся специально задуманным художественным приёмом авторов: действие фильма происходит в 1820-е годы).
- Мелодия использована в сериале «Вечный зов», в 1-й серии, в сцене возвращения солдат с русско-японской войны.
- Звучит в полной версии со словами во второй серии сериала «Пётр Лещенко. Всё, что было».
- В фильме «Служебный роман» Эльдара Рязанова герой Андрея Мягкова напевает пародийные куплеты на мотив довоенного варианта вальса: «Тихо вокруг, только не спит барсук…».
- В сериале «Тяжёлый песок».
- В фильме «Брестская крепость».
- В фильме Сатыбалды Нарымбетова «Мустафа Шокай»: главный герой на балу в особняке Еникеевых в Ташкенте знакомится со своей будущей супругой Марией Гориной и приглашает её на вальс.
- В телефильме «Винтовая лестница» в исполнении героини Инны Чуриковой — Ольги Михайловны Горчаковой.
- В фильме Алексея Балабанова «Трофимъ» (исполняет Сергей Чиграков), сцена в трактире.
- В фильме Виктора Сергеева «Странные мужчины Семёновой Екатерины».
- Используется в качестве музыкальных вставок в песне Александра Галича «На сопках Маньчжурии (памяти Зощенко)».
- В фильме «Крест любви»[фин.] использована мелодия песни.
- В фильме «Сын полка», исполняется на гармони во второй серии.
- В фильме «Миссия в Кабуле» использована мелодия песни.
- В фильме «Все мы моряки» (Перу — Доминикана, 2018), песня звучит акапелла в исполнении Светланы Козицкой.
- Мелодия песни использована в 18-й серии мультсериала «Ну, погоди!» в сцене танца Волка и охранника-Бегемота в торговом центре «Берёзка в Лужниках».
- Мелодия песни использована в мультфильме «Снежная королева 3: Огонь и лёд» в сцене, где вернувшиеся на поверхность герои обнаруживают, что по их милости на город троллей обрушились страшные катаклизмы.
- Вальс упоминается в книге Валентины Осеевой «Динка прощается с детством».
- Вальс упоминается в книге Льва Кассиля «Кондуит и Швамбрания».
- «На сопках Маньчжурии» — вышедший в 1952 году двухтомный роман советского писателя Павла Далецкого, посвящённый событиям русско-японской войны 1905 года.
- В фильме «Пять невест» Карена Оганесяна

## Варианты текста
Из-за широкого распространения некоторые куплеты видоизменялись при устной передаче, так что можно встретить несколько другие его варианты.
| Вариант 1906 года Степана Петрова (Скитальца) (первый) | Дореволюционный вариант исполнения | Вариант Алексея Машистова (послереволюционный) | Довоенный вариант вальса |
| --- | --- | --- | --- |
| Текст исполнения М. И. Вавича Страшно вокруг, И ветер на сопках рыдает Порой из-за туч выплывает луна, Могилы солдат освещает. Белеют кресты Далёких героев прекрасных. И прошлого тени кружатся вокруг, Твердят нам о жертвах напрасных. Средь будничной тьмы, Житейской обыденной прозы, Забыть до сих пор мы не можем войны, И льются горючия слезы. Плачет отец, Плачет жена молодая, Плачет вся Русь, как один человек, Злой рок судьбы проклиная. Так слёзы бегут Как волны далёкого моря, И сердце терзает тоска и печаль И бездна великого горя! Героев тела Давно уж в могилах истлели, А мы им последний не отдали долг И «Вечную Память» не спели. Мир вашей душе! Вы погибли за Русь, за Отчизну. Но верьте ещё мы за вас отомстим И справим кровавую тризну! | Текст исполнения А. М. Брагина Вовек не забыть нам Этой ужасной картины, И то, что Россия могла пережить Беды и позора годины! В китайской (вар. — японской) земле На дальних равнинах Востока Осталися тысячи наших лежать По воле несчастного рока. Зачем же, зачем Над нами судьба посмеялась, И так бесполезно, без всякой нужды Солдатская кровь проливалась?! И в сердце теперь Осталась надежда на тризну Со знаньем что мы умираем за Русь, За Веру, Царя и Отчизну! Пережили бездну Великого горя, И слёзы невольно бегут из очей, Как волны далёкого моря. Рыдают отцы, Матери, дети, вдовицы, А там далеко на маньчжурских полях Белеют кресты и гробницы. Мир вашей душе, Народные наши витии! Примите последний прощальный привет От горестной скорбной России! | Ночь подошла, Сумрак на землю лёг, Тонут во мгле пустынные сопки, Тучей закрыт восток. Здесь, под землёй Наши герои спят Песню над ними ветер поёт И звёзды с небес глядят. То не залп с полей пролетел — Это гром вдали прогремел. И опять кругом всё спокойно, Всё молчит в тишине ночной. Спите бойцы, Спите спокойным сном. Пусть вам приснятся нивы родные, Отчий далёкий дом. Пусть погибли вы в боях с врагами, Подвиг ваш к борьбе нас зовёт! Кровью народной омытое знамя Мы понесём вперёд! Мы пойдём навстречу новой жизни, Сбросим бремя рабских оков! И не забудут народ и Отчизна Доблесть своих сынов! Спите, бойцы, Слава навеки вам. Нашу отчизну, край наш родимый Не покорить врагам! Ночь. Тишина. Лишь гаолян шумит. Спите, герои, память о вас Родина-мать хранит. | Тихо вокруг. Сопки покрыты мглой. Вот из-за туч блеснула луна, Могилы хранят покой. Белеют кресты — Это герои спят. Прошлого тени кружатся вновь, О жертвах боёв твердят. Тихо вокруг, Ветер туман унёс, На сопках маньчжурских воины спят И русских не слышат слёз. Плачет, плачет мать родная, Плачет молодая жена, Плачут все, как один человек, Злой рок и судьбу кляня. Пусть гаолян Вам навевает сны, Спите, герои русской земли, Отчизны родной сыны. Вы пали за Русь, Погибли за Отчизну. Но верьте, мы за вас отомстим И справим мы славную тризну. |

## Память

Мемориал памяти первого исполнения вальса «На сопках Маньчжурии» в Струковском саду в Самаре

- 24 апреля 2013 года в Струковском парке Самары концертом муниципального духового оркестра отметили 105-летие первого исполнения здесь вальса «На сопках Маньчжурии» (дирижировал Марк Коган, пел Георгий Цветков), было объявлено о проекте ежегодного фестиваля духовых оркестров в Струковском саду, приуроченного к дню рождения вальса. Можно отметить, что автором текста был объявлен Степан Скиталец, хотя в действительности Георгий Цветков исполнял вариант текста Алексея Машистова[5].
- В сентябре 2020 года в Самаре были подведены итоги конкурса на эскиз скульптуры, посвящённой первому исполнению вальса. Скульптурная композиция была установлена в Струковском саду в 2021 году[6][7].
- Строки вальса выгравированы на памятнике Василию Ивановичу Агапкину и Илье Шатрову в Тамбове.
- В 2022 году в рабочем поселке Мокшан Пензенской области появился арт-объект «Мокшанский полк на сопках Маньчжурии». Скульптурная композиция представляет собой сочетание камней, музыкальных инструментов и оружия. Также составным элементом композиции служит пюпитр с установленными на нем нотами вальса. Арт-объект находится перед зданием детской школы искусств[8]. В прежние времена в этом месте находилась Базарная площадь, откуда мокшанцев провожали на службу[9].

## Популярность за пределами России
Мелодия вальса снискала большую популярность за пределами России — особенно в версии Маньчжурский бит (Manchurian beat).

### США
Американская инструментальная рок-группа The Ventures — инструментальное исполнение Manchurian beat.
«Онегин» — британско-американский фильм 1999 года режиссёра Марты Файнс. На именинах Татьяны гости танцуют под вальс «На сопках Маньчжурии», что является анахронизмом.

### Швеция
Шведская инструментальная рок-группа The Spotnicks — инструментальное исполнение Manscurian Beat.

### Финляндия
Первые граммофонные записи песни были сделаны в начале 1920-х годах, но более широкую известность в Финляндии вальс приобрёл к середине 1930-х годов после его исполнения аккордеонистом Вильо Вестериненом. Популярность вальса возросла после его исполнения в 1945 году финским певцом Аймо Вильхо Андерссоном. В последующем вальс исполняли такие музыканты и группы, как:
- Вейкко Ахвенайнен[фин.],
- финская инструментальная поп-группа The Sounds[фин.], основанная в 1963 году (не путать со шведской одноимённой инди-рок группой, основанной в 1999 году); исполненная ею в 1963 году версия вальса Mandshurian Beat (Mantsurian kukkulat) является первой финской композицией, превысившей миллионный объём продаж за пределами страны, в данном случае — в Японии,
- финская инструментальная группа Agents[англ.] — инструментальная версия вальса Mandschurian beat, 1998 год,
- певица Лайла Киннунен записала песню на обоих — русском и финском — языках под названием Mandshurian kummut; русскоязычная версия песни вошла в Финляндии в верхние строчки рейтингов, что является редким для страны случаем.

### Польша
Вальс звучит в финальном эпизоде знаменитого польского сериала «Ночи и дни» в сцене, представляющей русских офицеров, сидящих на террасе в кафе.
Мелодия вальса является центральной музыкальной темой в фильме «О чём не говорят» и звучит в моменты зарождения, развития и крушения любви главных героев.

### Израиль
В конце третьей серии второго сезона сериала «Штисель», рассказывающего о жизни ультраортодоксальных евреев в иерусалимском районе Геула, одна из героинь в кругу близких родственников исполняет мелодию вальса на аккордеоне.

### Япония
В 1972 году на мелодию вальса был записан сингл дуэта «The Peanuts».

### Разные исполнители
- Yeslikes — Mandschurian Beat
- The Vagabonds — Mandschurian Beat
- Vergissmeinnicht — Outro (On The Hills Of Manchuria)

## Пародии
В советском школьном фольклоре 1970—1980-х годов песня стала объектом цикла непристойных пародийных куплетов, известного под названием «Тихо в лесу». В фильме «Служебный роман» главный герой исполняет один из таких куплетов (в смягчённом, цензурированном виде):
Тихо вокруг,

Только не спит барсук.

Уши свои он повесил на сук

И тихо танцует вокруг…
К концу 1990-х годов пародия в массовом сознании утратила связь с первоисточником.